# Diego de los Cobos y Mendoza

Stemma Cobos

Diego de los Cobos y Mendoza (Valladolid, 1524 – 1575) è stato un nobile e politico spagnolo, primo marchese di Camarasa.

## Biografia
Era il figlio maggiore di Francisco de los Cobos y Molina, segretario reale, e di María de Mendoza y Sarmiento, VII contessa di Rivadavia. Il 16 gennaio 1543, a Madrid, sposò Francisca Luisa de Luna, signora de Ricla e Villafeliche. Un mese dopo, il 18 febbraio 1543, Carlo V gli concesse il titolo di marchese di Camarasa.
Fin da giovane, fu un commendatore di León per l'Ordine di Santiago, sovrano di Úbeda, paggio del principe Felipe (in seguito re Filippo II di Spagna), cancelliere delle Indie, Adelantamiento de Cazorla e signore dei villaggi di Sabiote e Canena, in Jaén. Ricevette anche da suo padre l'incarico di sovrintendere alle opere monumentali che la famiglia svolgeva a Úbeda.
Alla fine della sua vita si sposò, per la seconda volta, con Leonor Sarmiento de Mendoza, VI contessa di Rivadavia.

## Discendenza
Dal suo primo matrimonio nacquero quattro figli:
- Francisco Manuel de los Cobos y Luna (6 ottobre 1546-1616), II marchese de Camarasa, I conte di Ricla e sovrano perpetuo di Úbeda. Sposò Ana Félix de Guzmán.
- Álvaro de Mendoza Sarmiento, VIII conte di Rivadavia e cavaliere dell'Ordine di Santiago. Sposò Luisa Laso de Castilla Zúñiga y Tapia.
- Isabel, sposò Andrés de Torres.
- Mayor, sposò Antonio Cerón.